# Wilhelm Horn

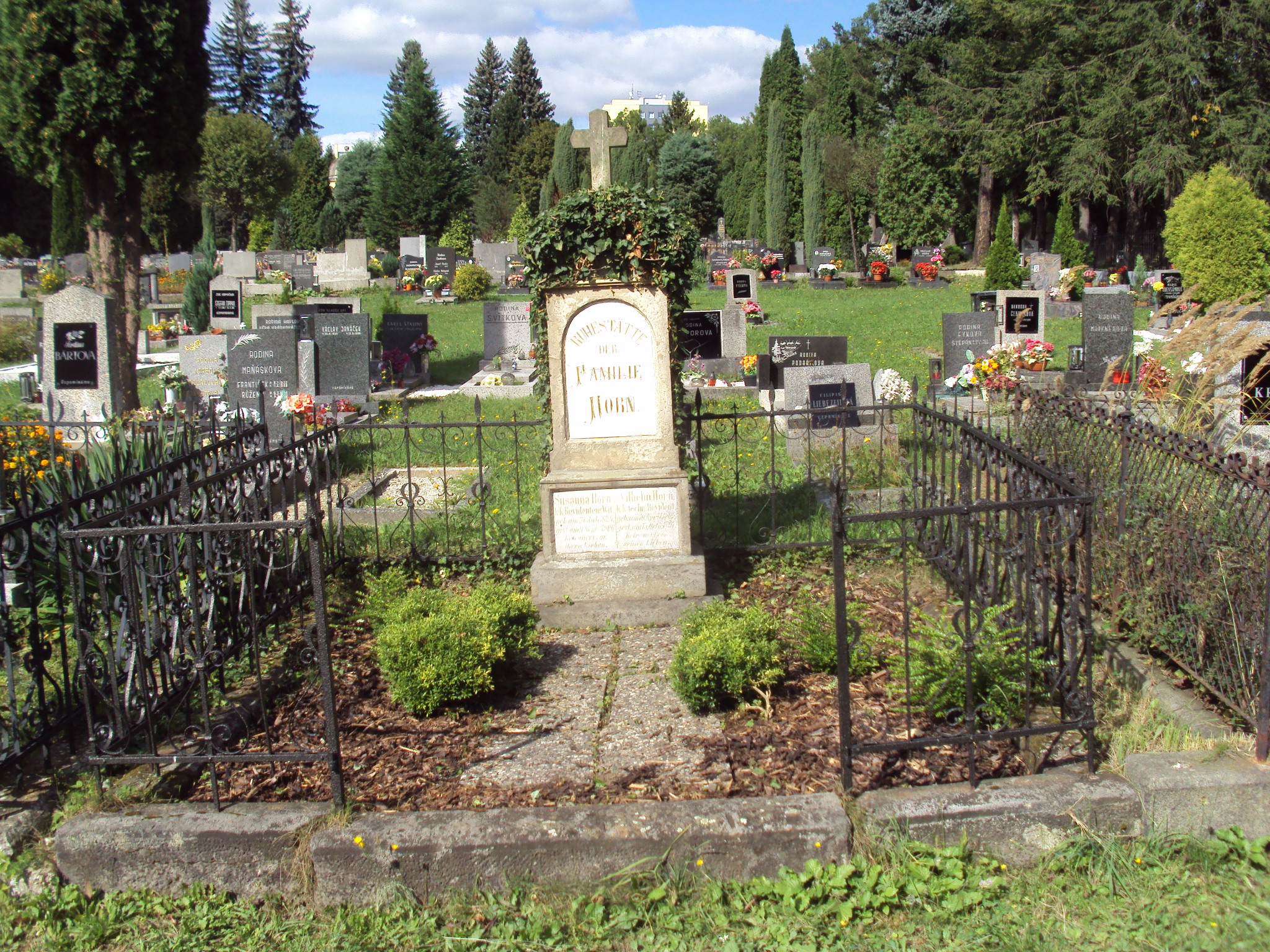
Hrob Hornových v České Lípě

Wilhelm Horn (10. dubna 1809 Česká Lípa – 15. října 1891 Česká Lípa) byl český malíř a fotograf v dobách počátku fotografie nejen v českých zemích, ale také v celoevropském významu.

## Životní cesta
Narodil se 10. dubna 1809 v převážně německy mluvící České Lípě, v rodině hodináře na předměstí zvaném Víska. Absolvoval českolipské gymnázium a pak odjel do Vídně. Zde vystudoval Polytechnický institut a pak se stal účetním na stavbách. Pracoval u stavebních úřadů či firem v Rakousku, v Brně a Praze.

## Malíř a grafik
Roku 1837 v Brně vydal cyklus barevných litografií moravských lidových krojů podle vlastních kreseb. Dále maloval portrétní miniatury. Zájem o věrný portrét jej přivedl k daguerrotypii.

## Fotograf
Ve svých třiceti letech začal experimentovat s daguerrotypií a 3. října 1841 si otevřel v Praze, na Koňském trhu (Václavském náměstí) v domě čp. 840/II U zlatého beránka první fotografický ateliér. Je považován za první stálý daguerrotypický ateliér v českých zemích; dům byl při asanaci staré Prahy počátkem 20. století zbořen. Ve stejnou dobu jako Hornův byl založen i druhý fotografický ateliér Salomona Sturma. Horn ve svém ateliéru nasnímal 1300 daguerrotypií, převážně portrétů. Fotografoval přístrojem firmy Voigtländer. Roku 1842 vystavoval své daguerrotypie na kolektivní výstavě v Klementinu. Další ateliéry měl podle nálepek na svách fotografiích postupně na Národní tříde naproti Platýzu a v Jindřišské ulici čp. 907/II, kde od roku 1847 také bydlel. Roku 1854 opustil státní službu a věnoval se nadále výhradně fotografii. V domě Na Příkopě čp. 969/II si otevřel známý ateliér Skleněný salón, začal vydávat první fotografický časopis Photographisches Journal (tištěný v Lipsku) a jako první ve střední Evropě prodával fotografické potřeby, které dodával do řady evropských velkoměst. Své komisionáře měl k tomu účelu v Paříži Curychu, Mnichově, Petrohradě, Moskvě a Bukurešti. Roku 1864 Horn získal koncesi k provozování fotografické živnosti v celé zemi.
Z Prahy se Horn roku 1865 vrátil do svého rodného města. Již roku 1863 si koupil v České Lípě dům čp. 358 s ateliérem v dnešní ulici Paní Zdislavy. Dům byl zbourán, nezachoval se ani Hornův rodný dům. V roce 1891 ve svých 82 letech zemřel. Jeho hrob na okraji nového českolipského hřbitova je chráněnou kulturní památkou.

## Uctění památky
Jeho potomci postavili v České Lípě pět secesních domů, které přímo navazovaly na dům č.p. 358, ve kterém měl Wilhelm Horn svůj Českolipský ateliér. Jeden z těchto secesních domů musel, společně s domem č.p. 358, ustoupit v roce 1966 rozšíření Děčínské ulice. Zbylé čtyři domy v ulici Pod Holým vrchem jsou dnes místními nazývány Hornovy. Městské muzeum má ve svých sbírkách čtyři jeho portrétní fotografie a také jeho portrét. Od 5. srpna do 31. prosince 2022 probíhala ve Vlastivědném muzeu v České Lípě výstava Wilhelm Horn – průkopník fotografie a malíř moravských lidových krojů.

## Světově významný
Řadí se mezi teritoriálně české průkopníky portrétní fotografie své doby (do roku 1918), jakými byli dále Jozef Božetech Klemens, Jan Maloch, Wilhelm Rupp,Emanuel Dítě, Bedřich Anděl, Jindřich Eckert, František Fridrich, Jan Langhans, Eduard Kozič, Karol Divald, Alfons Mucha, Vladimír Jindřich Bufka, Anton Trčka nebo Karel Novák.. Horn od roku 1854 vydával první fotografický časopis ve střední Evropě, s názvem Photographisches Journal. Jediný jeho výtisk je zachován v Kolíně nad Rýnem, prodával se po celé Evropě.

## Sbírky
Hornovy daguerrotypie mají ve svých sbírkách Vlastivědné muzeum v České Lípe, Muzeum hl. m.Prahy, Národní technické muzeum v Praze a další instituce i jednotlivci.

## Galerie

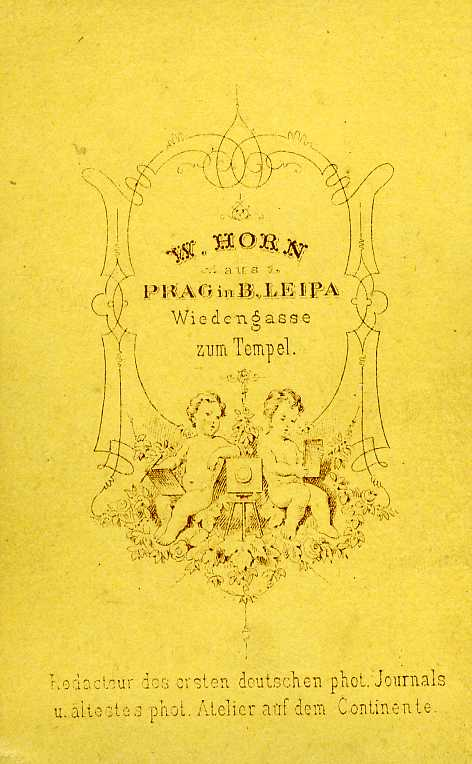
Rubová strana carte de visite, foto ze sbírek Vlastivědného muzea a galerie v České Lípě
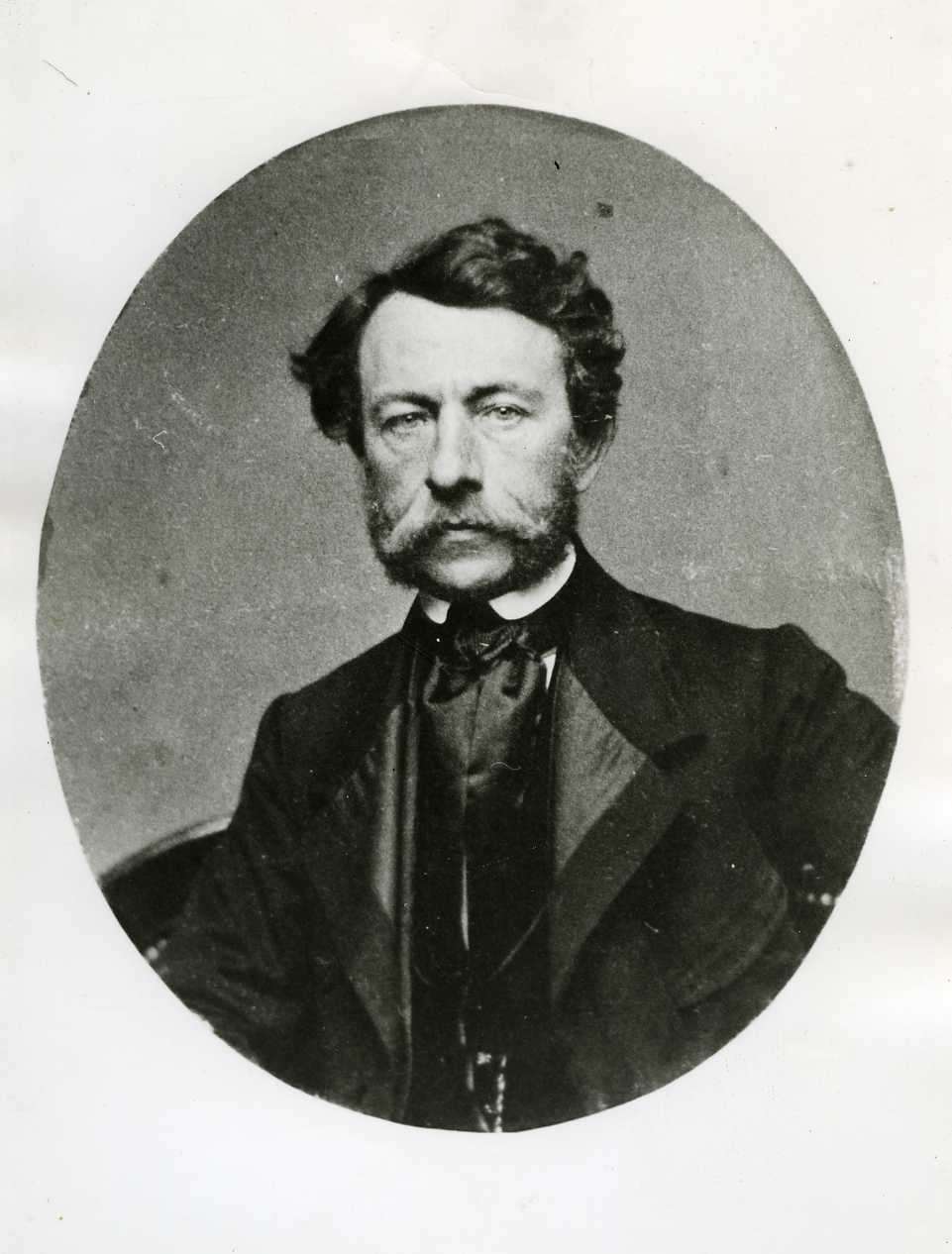
Fotografie ze sbírek Vlastivědného muzea a galerie v České Lípě
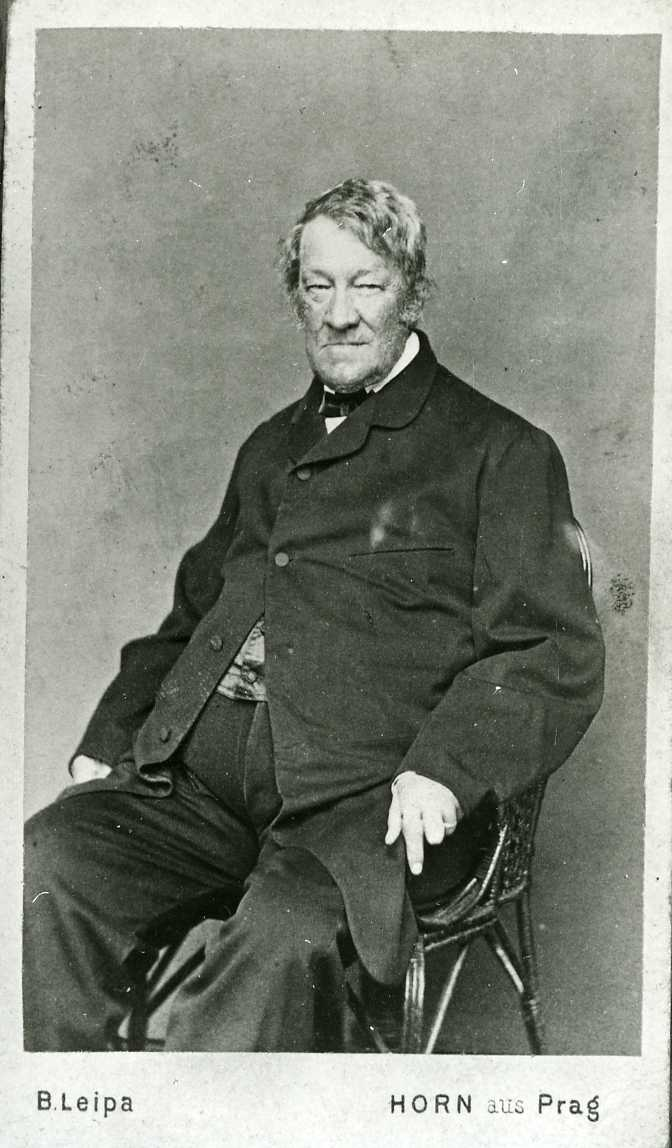
Fotografie ze sbírek Vlastivědného muzea a galerie v České Lípě
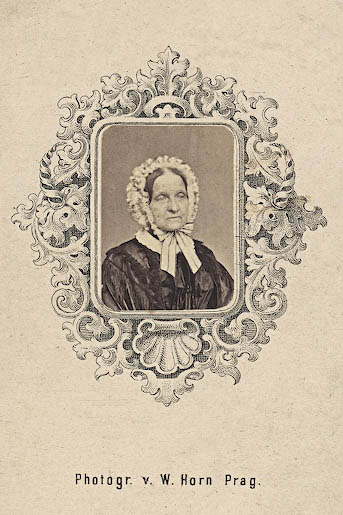
Wilhelm Horn: Neznámá dáma, fotografická vizitka, 1860, sbírka Scheufler
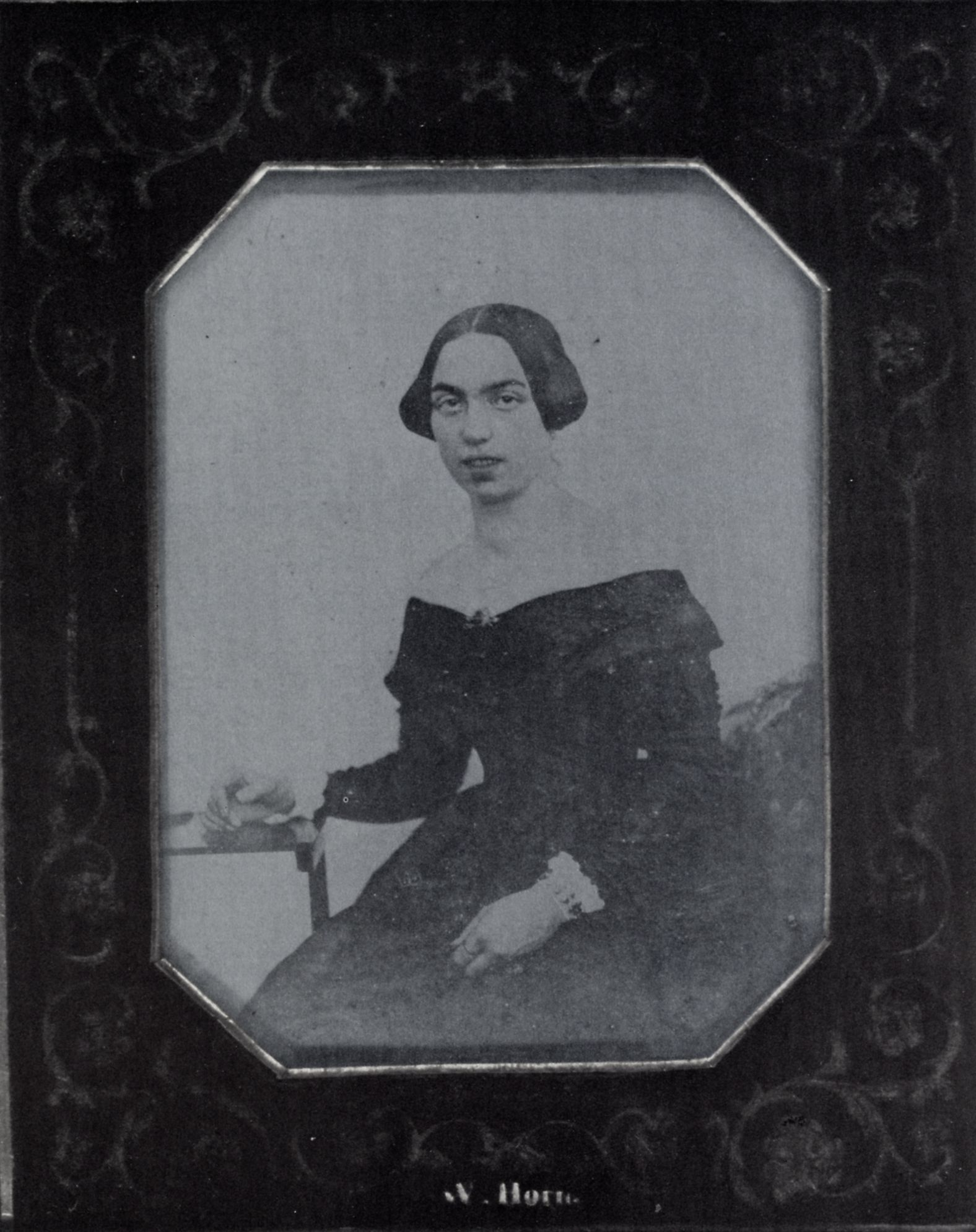
Clementine Feldmann, daguerrotypie, asi 1845
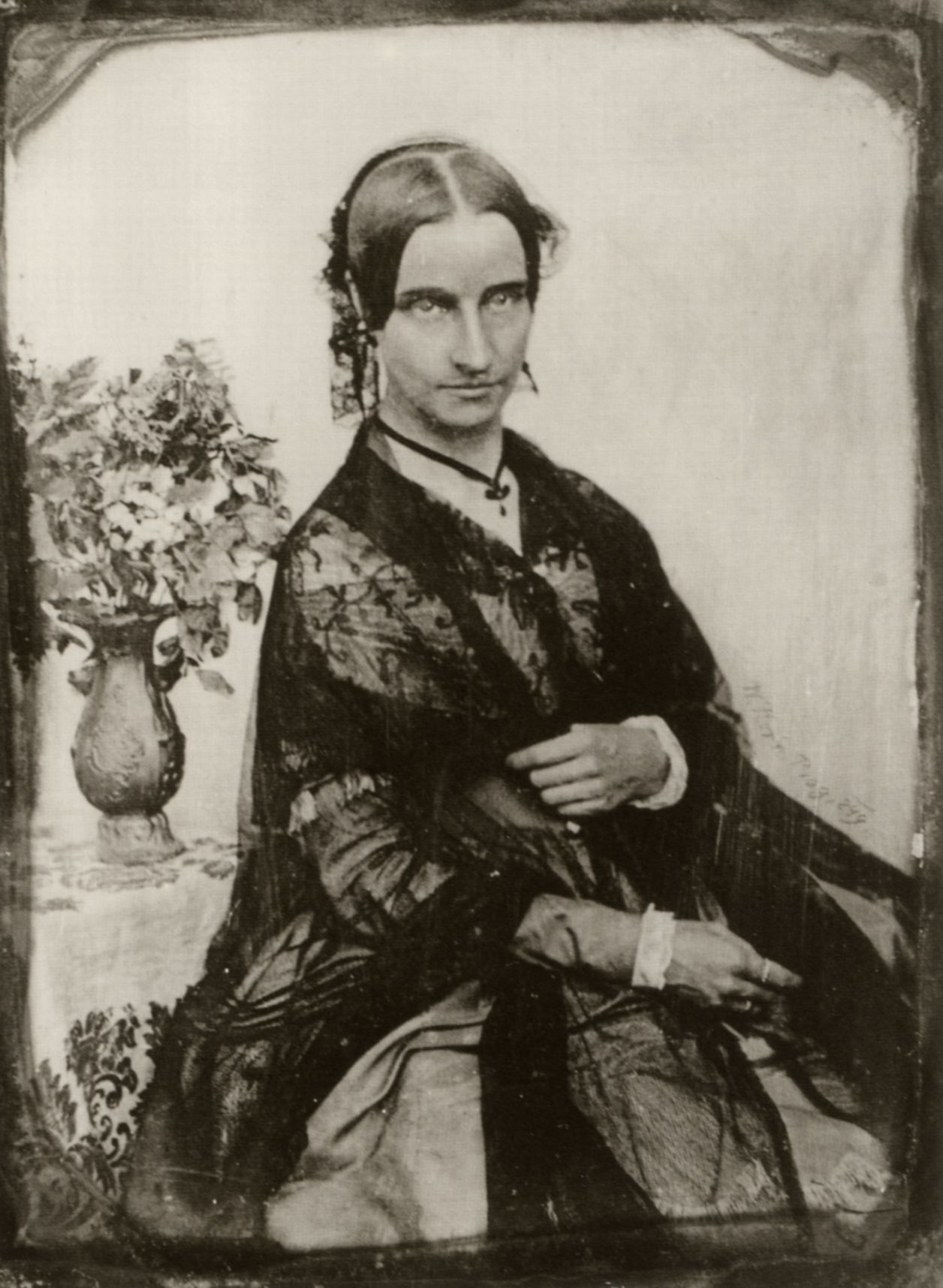
Gräfin Trauttmansdorff, daguerrotypie 1849
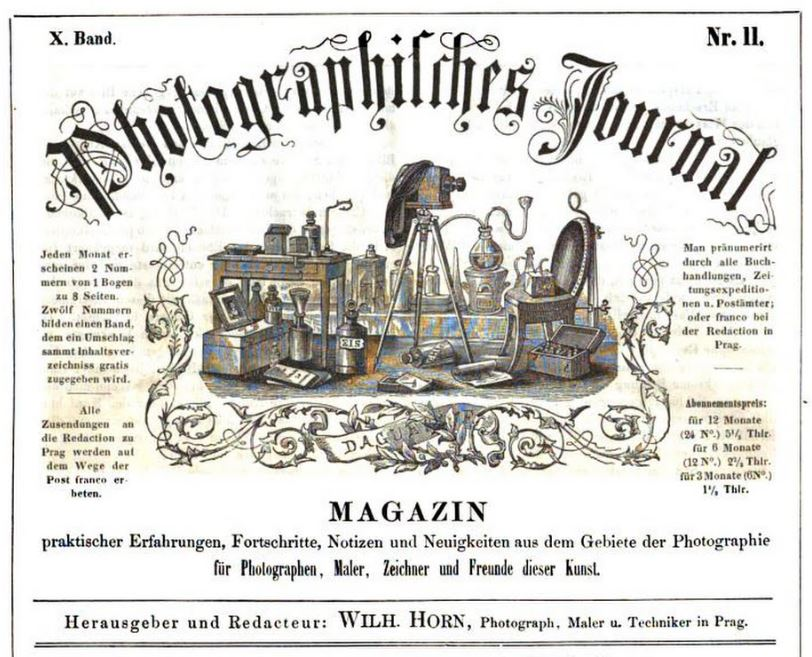
Photographisches Journal 1858 (titulní list)